# 和頌傳媒
和頌傳媒，全称北京和頌文化經紀有限公司，是一家以藝人經紀為核心的傳媒公司。起初由李冰冰、李雪、唐雪薇、張天龍、尉遲輔航在2010年共同創立，並於2019年全新出發，同年趙麗穎成為該公司合伙人。

## 旗下藝人
| 男藝人 | 男藝人 | 男藝人 | 男藝人 | 男藝人 | 男藝人 | 男藝人        | 男藝人 |
| ------ | ------ | ------ | ------ | ------ | ------ | ------------- | ------ |
| 陳學冬 | 耿樂   | 曹璐   | 張昕宇 | 王新喬 | 侯明昊 | 李明德 (演员) |        |
| 女藝人 |        |        |        |        |        |               |        |
| 李冰冰 | 賈青   | 周也   | 張天爱 | 張沐兮 | 王子璇 | 古力娜扎      | 徐若晗 |

## 外部連結
- 和頌傳媒的新浪微博